# Ottavia (zona di Roma)
Ottavia è la cinquantesima zona di Roma nell'Agro romano, indicata con Z. L.
Il toponimo indica anche la zona urbanistica 19C del Municipio Roma XIV di Roma Capitale.

## Geografia fisica

### Territorio
Si trova nell'area nord-ovest di Roma, a ridosso ed internamente al Grande Raccordo Anulare.
La zona confina:
- a nord con la zona Z. LI La Storta[1]
- a est con la zona Z. LIII Tomba di Nerone[2]
- a sud con il suburbio S. X Trionfale[3]
- a ovest con la zona Z. XLVIII Casalotti[4]

La zona si divide in due parti: la prima, chiamata appunto Ottavia, si snoda attorno alla parte settentrionale della strada principale via di Casal del Marmo per finire nella zona di Palmarola, mentre la seconda, chiamata Ipogeo degli Ottavi, si sviluppa attorno all'area dell'omonima stazione ferroviaria.

## Storia
Negli anni 20 del XX secolo vennero alla luce i resti di epoca Romana del Sepolcro gentilizio degli Ottavi, cosiddetto Ipogeo degli Ottavi, da cui poi la zona prese il nome. In seguito a questo ritrovamento l'interesse per la storia antica della zona aumentò e furono effettuati vari ritrovamenti. Gli studi degli storici si sono concentrati sulla viabilità, modellata su percorsi preesistenti di epoca Etrusca - essendo l'area sotto l'influenza della città di Veio - come la via Cassia, la via Trionfale, la via Cornelia più a sud e la via Clodia. I collegamenti tra le suddette strade sono stati confermati da vari ritrovamenti archeologici, in particolare nel 1985 vennero alla luce, nei pressi del casale della Lucchina, 5 metri di strada; altri tre tratti del tracciato furono rinvenuti all'altezza dell’attuale via della stazione Ottavia; il ritrovamento del quarto tratto negli anni 90 ha permesso la ricostruzione di questo tracciato che serviva probabilmente una villa rustica o un gruppo di abitazioni. È stata inoltre rinvenuta una piccola necropoli di origine etrusca riutilizzata in epoca romana.
Nei secoli successivi si ha menzione delle suddette strade nelle carte topografiche, in particolare nella mappa della campagna romana del 1547 di Eufrosino della Volpaia, che riporta come punto di partenza il "Bivio delle tre capanne". Con esso si individuava una località di confine della tenuta S. Andrea e di quella del Lucchese. Nella piantina del Catasto Alessandrino della tenuta del Casale del Marmo (1650), si palesa la posizione di questo bivio identificabile con l’incrocio formato dalla via Trionfale con via della stazione Ottavia: il bivio è esistito sino alla fine del XX secolo quando, per la costruzione della linea ferroviaria Roma-Viterbo, venne smantellato.
L'attuale zona, nata come borgata rurale nel periodo interbellico, sorse sulle tenute di "Casal del Marmo" (famiglia Massara) e de "La Lucchina" (Prospero Colonna). Nell'arco di tempo compreso tra gli anni cinquanta e la fine degli anni sessanta, ha visto un notevole sviluppo nelle aree circostanti la via Trionfale e la linea ferroviaria Roma-Viterbo, oggi FL3 ed in quelle lungo la via di "Casal del Marmo". Nel 1990 nella zona Ipogeo degli Ottavi furono costruite delle case popolari, mentre lo sviluppo dell'edilizia privata è continuato anche negli anni 2000.
In occasione del Giubileo del 2000, con il raddoppio della ferrovia Roma-Viterbo, la zona conosce un nuovo sviluppo (soprattutto dal punto di vista infrastrutturale) e viene dotata di una nuova stazione ferroviaria nell'area di Ipogeo degli Ottavi.

## Monumenti e luoghi d'interesse

### Architetture civili
- Casale della Lucchina, su viale Esperia Sperani. Casali del XVII secolo. 41.960496°N 12.394542°E
- Casale Palmaroletta, su via Cesira Fiori. Casale del XIX secolo. 41.956888°N 12.393318°E

### Architetture religiose
- Chiesa dei Santi Ottavio e Compagni Martiri, su via Casal del Marmo. Chiesa del XX secolo (1950). 41.960232°N 12.409022°E

Progetto dell'architetto Francesco Fornari. Parrocchia eretta il 13 aprile 1950 con il decreto del cardinale vicario Francesco Marchetti Selvaggiani "Pastoris vigilantis". Il territorio è stato desunto da quello della parrocchia di Nostra Signora di Guadalupe. Ha ricevuto la visita pastorale di papa Giovanni Paolo II il 24 ottobre 1993.
- Chiesa di Santa Maddalena di Canossa, su via della Lucchina. Chiesa del XX secolo (1988). 41.959011°N 12.400263°E

Parrocchia eretta il 1º novembre 1988 con decreto del cardinale vicario Ugo Poletti. Il territorio è stato desunto da quello delle parrocchie di San Massimo e dei Santi Ottavio e Compagni Martiri. Ha ricevuto la visita pastorale di papa Francesco il 12 marzo 2017.

### Siti archeologici
- Ninfeo della Lucchina, presso l'uscita dell'area di servizio Selva Candida Interna sul GRA. Ninfeo ipogeo del III secolo a.C. 41.959491°N 12.390513°E
- Villa della Borgata Ottavia, su via della Stazione di Ottavia. Villa del I secolo.[7] 41.964092°N 12.40441°E
- Ipogeo degli Ottavi, su via della Stazione di Ottavia. Tomba ipogea del III secolo.

### Aree naturali
- Giardino di Ottavia, su viale Giardino di Ottavia. 41.963115°N 12.406201°E

## Infrastrutture e trasporti
|  | È raggiungibile dalle stazioni di Ottavia e Ipogeo degli Ottavi. |

Tramite autobus, è raggiungibile tramite le linee 546, 907, 993, 998 e 999. 

## Geografia antropica

### Urbanistica
Nel territorio di Ottavia si estendono il settore ovest dell'omonima zona urbanistica 19C e il settore nord della zona urbanistica 19D Santa Maria della Pietà.

### Suddivisioni storiche
Del territorio di Ottavia fa parte la frazione di Palmarola.

## Sport
Calcio
- S.S.D. Ottavia che nel 2019-20 milita nel campionato maschile di Eccellenza.[8]
- A.S.D. Astrea che nel 2019-20 milita nel campionato maschile di Eccellenza.[9]
- Roma Decimoquarto W che nel 2019-20 milita nel campionato femminile di serie C.[10]